# Sebastian Suchodolski
Sebastian Suchodolski herbu Pobóg – referendarz litewski w latach 1569-1579, wojski drohicki w latach 1576-1584.
Poseł na sejm 1570 roku, sejm 1572 roku, sejm 1576/1577 roku, sejm 1582 roku z województwa podlaskiego. Poseł na sejm koronacyjny 1574 roku z powiatu drohickiego. Poseł na sejm 1578 roku z ziemi bielskiej. Poseł na sejm 1585 roku z województwa podlaskiego.